# 나폴리 아이스크림

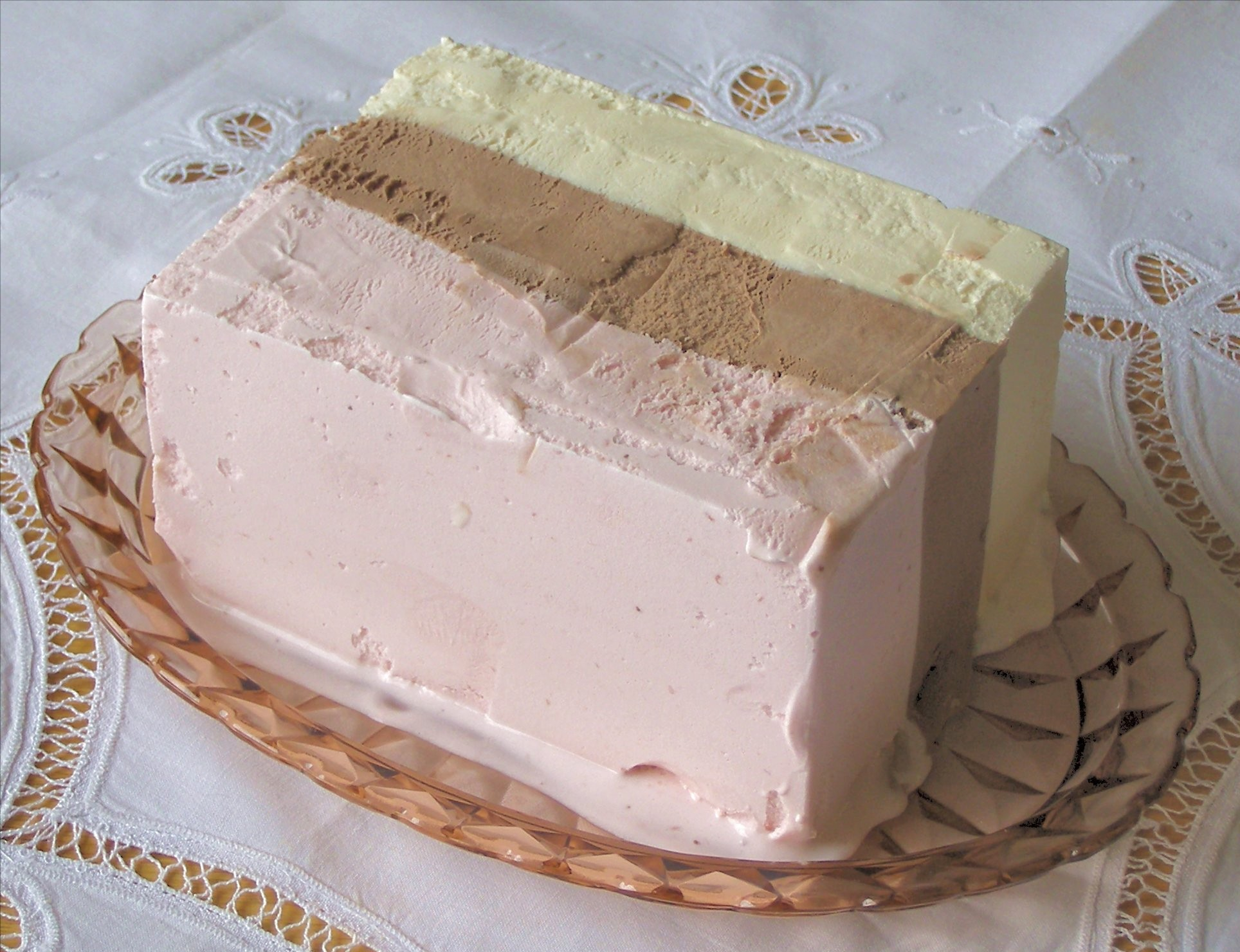
크림 티

나폴리 아이스크림(영어: Neapolitan ice cream)은 초코렛 아이스크림, 스트로베리 아이스크림, 바닐라 아이스크림을 지칭하는 말로, 이탈리아의 도시 나폴리에서 이름을 따왔다.